# Al Rayyan SC
Al-Rayyan Club (arabiska: نادي الريان, Ar-Rayyan) är en professionell klubb som spelar i Qatars högstadivision i fotboll för herrar och ägs av shejken och den före detta qatariska premiärministern Abdullah bin Hamad Al Thani.
Kända spelare som har representerat Al-Rayyan genom åren är Frank de Boer, Ronald de Boer, Jacek Bąk, Sonny Anderson, Mario Basler, Ali Benarbia, Fernando Hierro, Sabri Lamouchi och Emile Mpenza. Mellan 2020 och 2022 var franska Laurent Blanc tränare för klubben.

## Titlar
Q-League (7)
1975/1976, 1977/1978, 1981/1982, 1983/1984, 1985/1986, 1989/1990, 1994/1995
Qatar Crown Prince Cup (4)
1994/1995, 1995/1996, 2000/2001, 2011/2012
Emir of Qatar Cup (6)
1998/99, 2003/04, 2005/06, 2009/10, 2010/11, 2012/13

## Placering tidigare säsonger
| Säsong  | Nivå | Liga            | Placering | Referens | Notering                 |
| ------- | ---- | --------------- | --------- | -------- | ------------------------ |
|         |      |                 |           |          |                          |
| 2014/15 | 2    | Qatargas League | 1         | [ 1 ]    | Uppflyttad till Q-League |
|         |      |                 |           |          |                          |
| 2015/16 | 1    | Q-League        | 1         | [ 2 ]    | Mästare                  |
| 2016/17 | 1    | Q-League        | 3         | [ 3 ]    |                          |
| 2017/18 | 1    | Q-League        | 3         | [ 4 ]    |                          |
| 2018/19 | 1    | Q-League        | 4         | [ 5 ]    |                          |
| 2019/20 | 1    | Q-League        | 2         | [ 6 ]    |                          |
| 2020/21 | 1    | Q-League        | 3         | [ 7 ]    |                          |
| 2021/22 | 1    | Q-League        | 8         | [ 8 ]    |                          |
| 2022/23 | 1    | Q-League        | 9         | [ 9 ]    |                          |
| 2023/24 | 1    | Q-League        | 2         |          |                          |
| 2024/25 | 1    | Q-League        | 5         | [ 10 ]   |                          |

## Kända spelare
- Afonso Alves (2010-2012)
- Sonny Anderson (2004-2006)
- Mario Basler (2003-2004)
- / Marcelo Bordon (2010-2011)
- Frank de Boer (2004-2005)
- Ronald de Boer (2004-2005)
- Fernando Hierro (2003-2004)
- Emile Mpenza (2006-2007)
- Christophe Dugarry (2004-2005)
- / Youssef Mokhtari (2008)
- Roque Junior (2008)
- Ricardinho (2008)

## Kända tränare
- Luis Fernandez (2005)
- Manolo Jimenez (2013-2015)
- Michael Laudrup (2016-2018)
- Laurent Blanc (2020-)